# Parafia Matki Boskiej Częstochowskiej w Harrison
Parafia Matki Boskiej Częstochowskiej w Harrison (ang. Our Lady of Czestochowa Parish) – parafia rzymskokatolicka położona w Harrison w stanie New Jersey w Stanach Zjednoczonych.
Jest ona wieloetniczną parafią w archidiecezji Newark, z mszą św. w j. polskim dla polskich imigrantów.
Ustanowiona 6 sierpnia 1908 roku.
Nazwa parafii jest związana z kultem Matki Boskiej Częstochowskiej.

## Nabożeństwa w j.polskim
- W tygodniu – 8:00
- Niedziela – 7:30; 11:00